# شونسوكي موتيجي
شونسوكي موتيجي (باليابانية: 茂木 駿佑) (2 أكتوبر 1996 في بونكيو في اليابان – )؛ هو لاعب كرة قدم ياباني سابق كان يلعب كلاعب وسط.

## وصلات خارجية
- شونسوكي موتيجي على موقع رابطة كرة القدم اليابانية للمحترفين (اليابانية)
- شونسوكي موتيجي على موقع قاعدة بيانات كرة القدم.إي يو (الإنجليزية)
- شونسوكي موتيجي على موقع Soccerway.com (الإنجليزية)
- شونسوكي موتيجي على موقع عالم كرة القدم.نت (الإنجليزية)
- شونسوكي موتيجي على موقع كووورة